# Rafael Grampá
Rafael Grampá (Pelotas, 27 de abril de 1978) é um quadrinista, roteirista e diretor brasileiro. Grampá destacou-se pelo sucesso internacional de sua primeira obra solo em quadrinhos, a graphic novel Mesmo Delivery, além  da publicação independente 5, ao lado de Becky Cloonan, Fábio Moon, Gabriel Bá e Vasilis Lolos, que conquistou o Oscar das histórias em quadrinhos mundiais, o Prêmio Eisner, na categoria melhor antologia, em 2008.

## Carreira
Grampá começou a carreira cedo. Aos 14 anos desenhava brasões de bandeiras para municípios do Rio Grande do Sul, fazia estampas para camisetas, logotipos para lojas e decorações de festas infantis. Em 2001 se tornou diretor de arte da RBS TV, filial da Rede Globo no sul do Brasil. Em 2004 mudou-se para São Paulo e trabalhou como diretor de animação e concept designer para o estúdio de animação Lobo/Vetor Zero, em São Paulo, desenvolvendo filmes de animação e efeitos especiais para publicidade. Como diretor de filmes de animação na Lobo/Vetor Zero ficou até 2007, antes de decidir dedicar-se exclusivamente aos quadrinhos - o primeiro quadrinho com sua autoria foi lançado em 2005, quando desenhou a história The Lao's Family Fish Market, incluída na coletânea Gunned Down, publicada nos EUA pela editora independente Terra Major. No Brasil, a coletânea foi publicada pela Devir.
Em 2007, publicou a antologia "5", junto com os gêmeos Gabriel Bá e Fábio Moon, a quadrinista americana Becky Cloonan e o grego Vasilis Lolos. A antologia foi lançada no Brasil, EUA e Grécia de forma independente, distribuída pelos próprios autores. A publicação rendeu aos cinco quadrinistas o Eisner Award, considerado o Oscar das histórias em quadrinhos. Grampá, Bá e Moon entraram para a história das histórias em quadrinhos como os primeiros brasileiros a receberem a premiação.
No ano seguinte, publicou de maneira independente sua primeira graphic novel, intitulada Mesmo Delivery. A obra, inspirada no seriado de TV Além da Imaginação e nos filmes de Sergio Leone e Sam Peckinpah, foi lançada na San Diego Comic-Con 2008 e distribuída nos EUA pela editora Ad House Books. No Brasil, Mesmo Delivery foi lançada no mesmo ano pela Editora Desiderata. Mesmo Delivery valeu a Grampá os Troféus HQ Mix de Melhor Álbum Especial Nacional e Melhor Desenhista Nacional em 2009. Também em 2009, Grampá fechou contrato com a editora americana Dark Horse Comics para produzir sua nova obra, a série Furry Water and The Sons of The Insurection, com roteiros de Daniel Pellizzari. A Dark Horse também se responsabilizou por reeditar Mesmo Delivery, que teve seus direitos de adaptação para o cinema negociados com RT Features, do produtor Rodrigo Teixeira, conhecida por produzir filmes premiados como Call Me by Your Name, Frances Ha e The Lighthouse. No mesmo ano, Grampá foi convidado para o primeiro espaço exclusivo aos quadrinhos da Festa Literária de Paraty (FLIP) e listado como um dos ”Os 100 brasileiros mais influentes” da Revista Época. No ano posterior, Mesmo Delivery foi publicada na Itália pela editora Comma 22.
Em 2010, Grampá foi convidado pela editora americana Marvel Comics para criar uma história para a antologia Strange Tales 2, dando ao artista liberdade total de criação. Grampá escreveu e desenhou a história "Dear Logan" e foi considerada por alguns dos críticos mais importantes dos EUA como "a melhor história do Wolverine de todos os tempos". Com essa história de oito páginas, Grampá se tornou o primeiro brasileiro a escrever um roteiro para a Marvel Comics a ser publicada nos Estados Unidos. Em 2013, sua releitura de Batman para DC Comics tornou-se parte da série DC Collectibles Batman Black and White, onde estão representados apenas os maiores criadores de quadrinhos com suas releituras do personagem mais icônico da editora.
Paralelamente ao seu trabalho como quadrinista, Rafael Grampá dirigiu curtas-metragens de animação e live-action, criados a partir de suas histórias originais. Dark Noir (2014), em animação, patrocinado pela Absolut Vodka foi lançado simultaneamente em 21 países. Em Romeo Reboot (2015), live-action e releitura da clássica história criada por Shakespeare, mergulha os famosos personagens principais em um submundo fantástico, perigoso e enigmático. A partir de 2017 dá início, ao lado de colaboradores, à Handquarters, uma antiga ideia de criar um estúdio de desenvolvimento de conteúdos originais e também produtora e, já dentro dela, cria e dirige A Geek Punk Story (2018), live-action repleto de Vfx e uma ode à cultura pop e ao universo dos quadrinhos em especial, revelando uma São Paulo em um futuro pós-apocalíptico e fantástico onde um grupo de adolescentes, acossados por seus perseguidores, decidem tornarem-se super-heróis, inspirados pela descoberta de antigas histórias em quadrinhos, por eles confundidas com livros sagrados. Lançado para promover o festival CCXP, A Geek Punk Story alcançou a marca de 2.2 milhões de views, apenas no Facebook.
Em 2019, Rafael Grampá trabalhou ao lado de Frank Miller em The Golden Child, sequência de The Dark Knight Returns, aclamada série da DC Comics que, nos anos 80, atualizou o universo do personagem Batman e é considerada uma das maiores obras jamais criadas em quadrinhos.
Em 2020, foi anunciado pela Boom! Studios o lançamento de BRZRKR, quadrinho escrito pelo ator Keanu Reeves. Grampá foi o responsável por criar o design dos personagens, além da capa da revista.

## Obras publicadas nos EUA

### Interior
- Gunned Down: "Lao Family's Fish Market" (roteiro e arte, antologia, Terra Major, 2006)
- 5 (com Becky Cloonan, Gabriel Bá, Fábio Moon e Vasilis Lolos, antologia independente, 2007)
- Mesmo Delivery (roteiro e arte, graphic novel, Desiderata, 2008)
- Hellblazer #250: "All I Goat for Christmas" (com Brian Azzarello, co-produção, Vertigo, 2009)
- Strange Tales II #1: "Dear Logan" (roteiro e arte, antologia, Marvel MAX, 2010)
- Batman: Black and White v2 #2: "Into the Circle" (roteiro e arte, antologia, DC Comics, 2013)
- The Dark Knight Returns: The Golden Child (com Frank Miller, one-shot, DC Black Label, 2019)

### Capas
- Dead of Night (comics)|Dead of Night featuring]] [[Werewolf by Night #4 (Marvel MAX, 2009)
- American Vampire #6 (Vertigo, 2010)
- Strange Tales II #1 (Marvel MAX, 2010)
- The Unexpected #1 (Vertigo, 2011)
- Uncanny X-Force v1 #19 (Marvel, 2012)
- The Massive (comics)|The Massive #1-3 (Dark Horse, 2012)
- Dominique Laveau: Voodoo Child #1-7 (Vertigo, 2012)
- Teenage Mutant Ninja Turtles (IDW Publishing)|TMNT: The Secret History of the Foot Clan #1 (IDW Publishing, 2012)
- H.A.R.D. Corps|Bloodshot and the H.A.R.D. Corps #14 (Valiant Comics, 2013)
- Shadowman (comics)|Shadowman v4 #5 (Valiant, 2013)
- Catalyst Comix #1, 4, 7 (Dark Horse, 2013)
- All-New X-Men v1 #25 (Marvel, 2014)
- Head Lopper #1 (Image, 2015)
- Detective Comics v2 #50 (DC Comics, 2016)
- Kick-ass #7 (Image Comics, 2018)
- Moonshine #11 (Image Comics, 2018)
- The Magic Order #2 (Image Comics, 2018)
- Prodigy #4 (Image Comics, 2019)
- Sharkey The Bounty Hunter #3 (Image Comics, 2019)

### Pin Ups
- Demolidor #500 (2009)
- "Madman Atomic Comics" #17 (2009)